# Campionat de Catalunya d'handbol femení de 1962
El Campionat de Catalunya d'handbol femení 1961-1962 fou la desena edició de la competició. Se celebrà des del 7 de gener fins al 8 d'abril de 1962 i fou organitzada per la Federació Catalana d'Handbol. Hi participaren set clubs, el Club Medina, vigent campió, el CE Universitari, el Picadero JC, entre d'altres.
La competició se celebrà durant els caps de setmana de la temporada 1961-1962 i es disputà en format de lliga regular a doble volta, un partit com a local i l'altre com a visitant, amb un total de catorze jornades. La classificació final s'establí d'acord amb els punts totals obtinguts per cada participant en finalitzar el campionat. Els equips obtingueren dos punts per cada victòria, un punt per cada empat i cap punt per cada derrota.
Es proclamà campió el Club Medina de Barcelona, que acabà imbatut a la competició i revalidà el títol per quarta vegada consecutiva.

## Clubs participants
- Aces
- Artextil Sabadell
- Institut Verdaguer
- Club Medina de Barcelona
- Picadero Jockey Club
- Club Esportiu Universitari
- Sant Joan Despí

## Taula de resultats
| Casa \ Fora        | ACE | ATX  | IVE   | MED  | PIC  | UNI  | SJD  |
| ------------------ | --- | ---- | ----- | ---- | ---- | ---- | ---- |
| Aces               | —   | 1–5  |       | 1–14 | 1–10 | 3–6  | 8–1  |
| Artextil Sabadell  |     | —    | 4–2   | 6–10 |      |      |      |
| Institut Verdaguer |     | 0–5  | —     | 5–11 | 2–5  | 2–5  |      |
| Club Medina        |     | 7–3  | 9–4   | —    | 6–2  | 13–3 | 18–3 |
| Picadero JC        | 4–4 | 7–3  | 8–5   | 4–9  | —    | 1–5  | 15–2 |
| CE Universitari    |     | 3–7  | 12–11 | 1–12 | 3–2  | —    | 5–1  |
| Sant Joan Despí    | 3–7 | 3–14 | 2–8   | 0–21 | 2–3  |      | —    |

## Classificació general
| Pos | Equip              | PJ | PG | PE | PP | GF  | GC | DG  | Pts | Classificació o descens             |
| --- | ------------------ | -- | -- | -- | -- | --- | -- | --- | --- | ----------------------------------- |
| 1   | Club Medina        | 12 | 12 | 0  | 0  | 130 | 32 | +98 | 24  | Classificat pel Campionat d'Espanya |
| 2   | Picadero JC        | 11 | 6  | 1  | 4  | 61  | 47 | +14 | 13  |                                     |
| 3   | CE Universitari    | 9  | 6  | 0  | 3  | 43  | 51 | −8  | 12  |                                     |
| 4   | Artextil Sabadell  | 8  | 5  | 0  | 3  | 47  | 33 | +14 | 10  |                                     |
| 5   | Aces               | 7  | 2  | 1  | 4  | 21  | 43 | −22 | 5   |                                     |
| 6   | Institut Verdaguer | 9  | 1  | 0  | 8  | 39  | 61 | −22 | 2   |                                     |
| 7   | Sant Joan Despí    | 9  | 0  | 0  | 9  | 17  | 99 | −82 | 0   |                                     |

| Campió de Catalunya d'handbol femení 1962 |
| ----------------------------------------- |
| Club Medina de Barcelona Quart títol      |